# Manfred Stohl
Manfred Stohl (Viena, 7 de julho de 1972) é um piloto austríaco de ralis, está presente no Campeonato Mundial de Rali (WRC). Representa a equipe Kronos, ao volante de um Citroën Xsara WRC.
O seu primeiro rali como profissional foi em 1991, no Rali da Costa do Marfim, ao volante de um Audi 90, sendo o co-piloto Kay Gerlach.

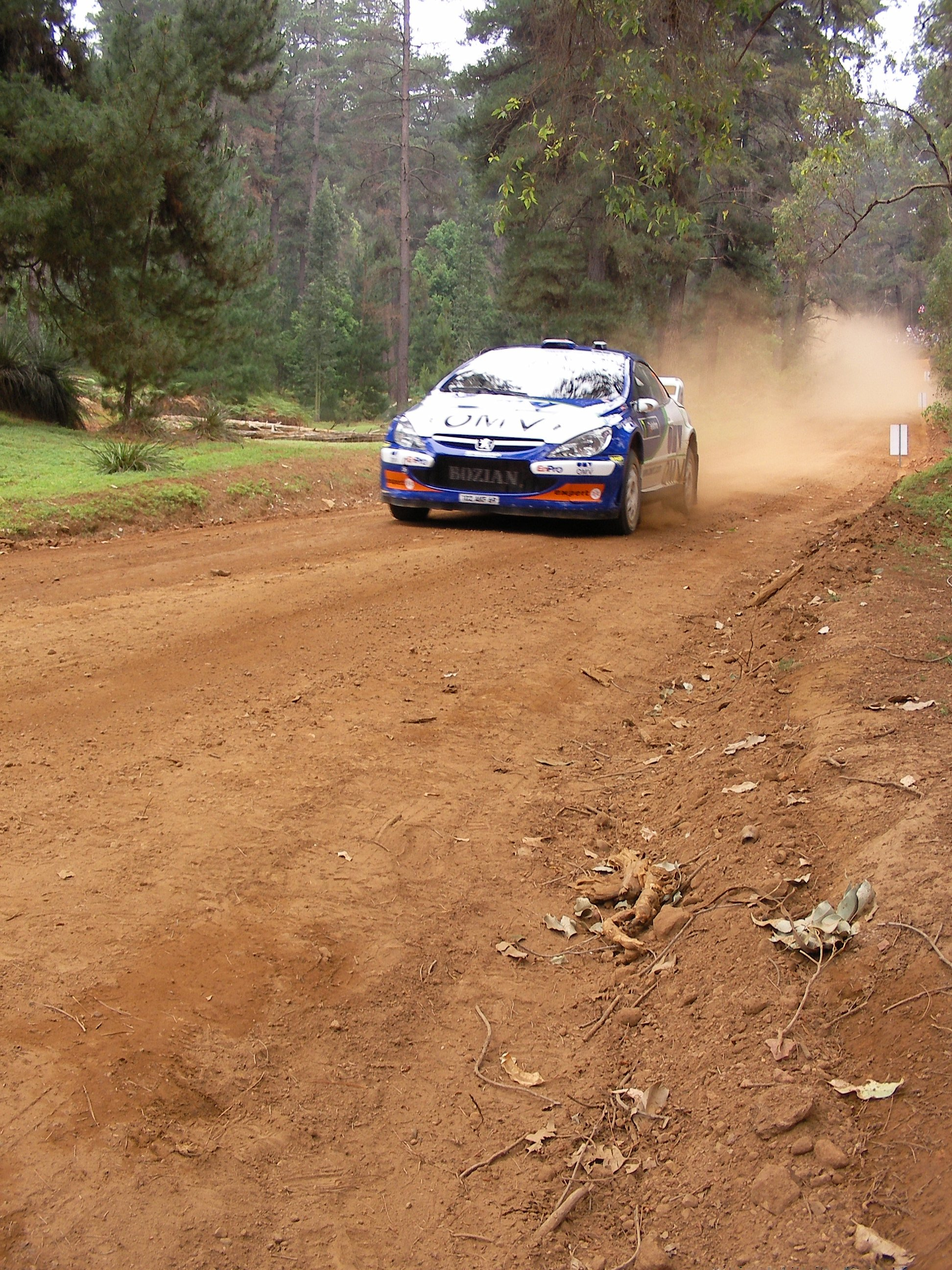
Stohl no Rali da Austrália em 2006

Desde essa altura venceu a FIA Cup em 2000, para Carros de Produção, ao volante de um Mitsubishi Lancer Evolution. Esteve em equipas como Team Mitsubishi Ralliart Germany e Hyundai World Rally Team.
Em 2006, conduziu um Peugeot 307 WRC pela equipa OMV World Rally Team. Foi também dos poucos pilotos que atingiram as 100 participações em ralis do WRC, sem ganhar uma única prova. Contudo o 4º lugar foi a melhor classificação que obteve.